# Liste der Baudenkmale in Lüneburg – Lüner Weg
In der Liste der Baudenkmale in Lüneburg – Lüner Weg sind Baudenkmale im Lüner Weg in der niedersächsischen Stadt Lüneburg aufgelistet. Die Quelle der IDs und der Beschreibungen ist der Denkmalatlas Niedersachsen. Der Stand der Liste ist der 25. Dezember 2021.

## Allgemein
In den Spalten befinden sich folgende Informationen:
- Lage: die Adresse des Baudenkmales und die geographischen Koordinaten. Kartenansicht, um Koordinaten zu setzen. In der Kartenansicht sind Baudenkmale ohne Koordinaten mit einem roten Marker dargestellt und können in der Karte gesetzt werden. Baudenkmale ohne Bild sind mit einem blauen Marker gekennzeichnet, Baudenkmale mit Bild mit einem grünen Marker.
- Bezeichnung: Bezeichnung des Baudenkmales
- Beschreibung: die Beschreibung des Baudenkmales. Unter § 3 Abs. 2 NDSchG werden Einzeldenkmale und unter § 3 Abs. 3 NDSchG Gruppen baulicher Anlagen und deren Bestandteile ausgewiesen.
- ID: die Objekt-ID des Baudenkmales
- Bild: ein Bild des Baudenkmales, ggf. zusätzlich mit einem Link zu weiteren Fotos des Baudenkmals im Medienarchiv Wikimedia Commons. Wenn man auf das Kamerasymbol klickt, können Fotos zu Baudenkmalen aus dieser Liste hochgeladen werden:

## Baudenkmale
Der Lüner Weg befindet sich nordöstlich der Altstadt und führt zum Kloster Lüne. Von 1910 bis 1944 hieß die Straße Lübecker Straße. In der Straße nahe dem Lüneburger Bahnhof entstanden ab 1875 Wohnhäuser. Im nördlichen Teil der Straße entstanden um 1900 Häuser im historistischen Stil.

| Lage                                      | Bezeichnung  | Beschreibung | ID       | Bild |
| ----------------------------------------- | ------------ | ------------ | -------- | ---- |
| Lüner Weg 2 53° 15′ 9″ N, 10° 25′ 6″ O    | Wohnhaus     |              | 30660861 |      |
| Lüner Weg 10 53° 15′ 11″ N, 10° 25′ 6″ O  | Wohnhaus     |              | 30660841 |      |
| Lüner Weg 14 53° 15′ 14″ N, 10° 25′ 8″ O  | Wohnhaus     |              | 30660761 |      |
| Lüner Weg 15 53° 15′ 11″ N, 10° 25′ 9″ O  | Wohnhaus     |              | 30660822 |      |
| Lüner Weg 17 53° 15′ 12″ N, 10° 25′ 9″ O  | Wohnhaus     |              | 30660802 |      |
| Lüner Weg 19 53° 15′ 13″ N, 10° 25′ 10″ O | Wohnhaus     |              | 30660782 |      |
| Lüner Weg 21 53° 15′ 13″ N, 10° 25′ 10″ O | Wohnhaus     |              | 30660739 |      |
| Lüner Weg 23 53° 15′ 14″ N, 10° 25′ 11″ O | Wohnhaus     |              | 30663269 |      |
| Lüner Weg 26 53° 15′ 18″ N, 10° 25′ 10″ O | Wohnhaus     |              | 36031973 | BW   |
| Lüner Weg 28 53° 15′ 18″ N, 10° 25′ 10″ O | Wohnhaus     |              | 30660720 | BW   |
| Lüner Weg 41 53° 15′ 19″ N, 10° 25′ 13″ O | Wohnhaus     |              | 30684989 |      |
| Lüner Weg 43 53° 15′ 19″ N, 10° 25′ 13″ O | Wohnhaus     |              | 30685007 |      |
| Lüner Weg 45 53° 15′ 19″ N, 10° 25′ 13″ O | Wohnhaus     |              | 30685025 |      |
| Lüner Weg 47 53° 15′ 20″ N, 10° 25′ 14″ O | Wohnhaus     |              | 30685043 |      |
| Lüner Weg 49 53° 15′ 20″ N, 10° 25′ 14″ O | Wohnhaus     |              | 30685061 |      |
| Lüner Weg 53 53° 15′ 26″ N, 10° 25′ 18″ O | Wohnhaus     |              | 30660881 |      |
| Lüner Weg 55 53° 15′ 26″ N, 10° 25′ 20″ O | Nebengebäude |              | 38786130 | BW   |